# Kessel-Lo
Kessel-Lo – dzielnica (deelgemeente) miasta Leuven w Belgii, w Regionie Flamandzkim, w prowincji Brabancja Flamandzka, w okręgu Leuven. 1 stycznia 2020 roku liczyła 30 317 mieszkańców, a jej gęstość zaludnienia wyniosła 3010 os./km². Do 31 grudnia 1976 samodzielna gmina.

## Demografia
Ludność historyczna:
| Rok                           | 2011  | 2016   | 2020   |
| ----------------------------- | ----- | ------ | ------ |
| Ludność                       | 28343 | 29 136 | 30 317 |
| Gęstość zaludnienia w os./km² | 2131  | 2190   | 2279   |

## Klimat
Klimat jest nadmorski. Średnia temperatura wynosi 10 °C. Najcieplejszym miesiącem jest lipiec (19 °C), a najzimniejszym miesiącem jest styczeń (-2 °C). 